# 好彩海鮮酒家

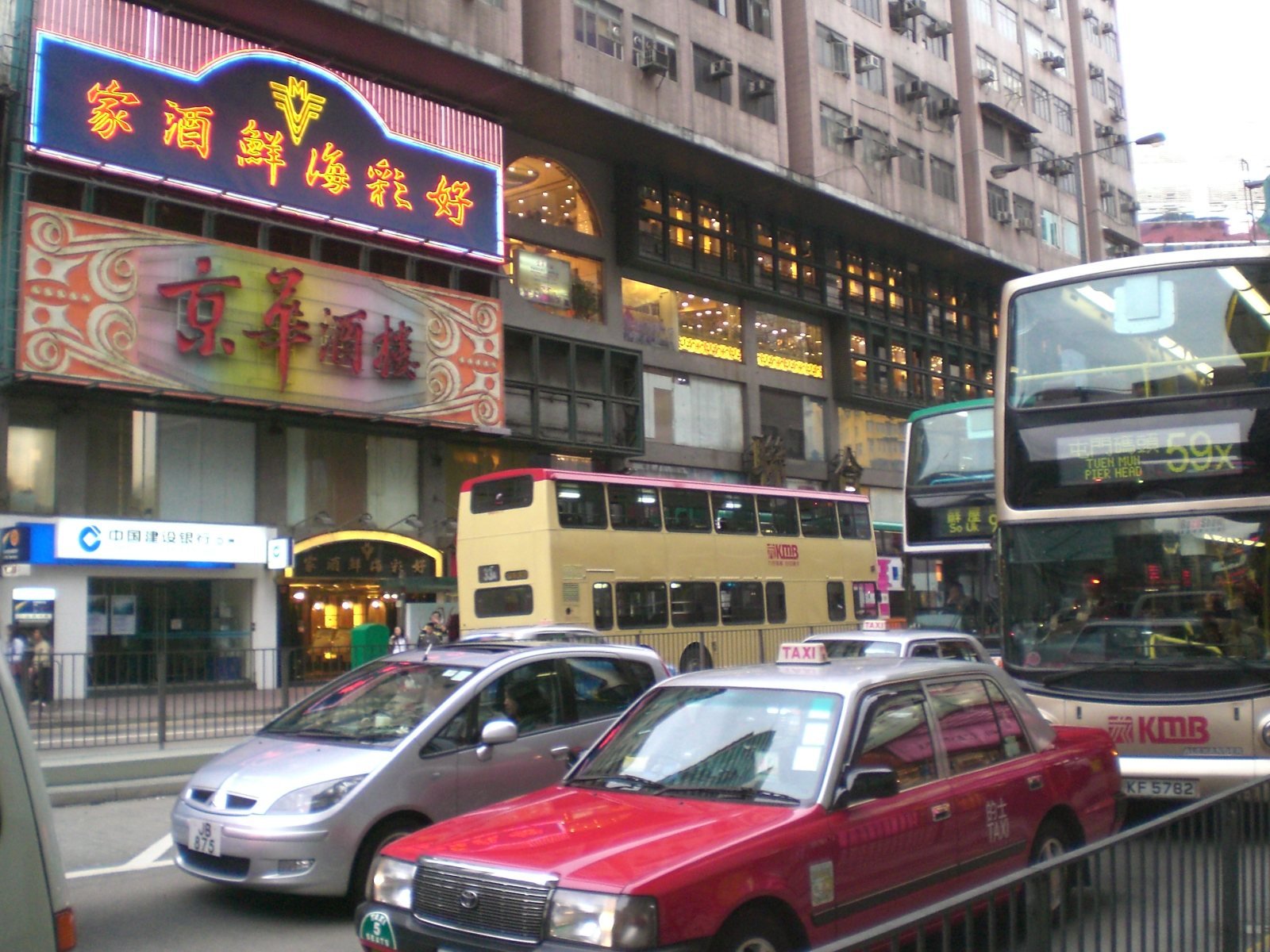
好彩海鮮酒家（旺角店）

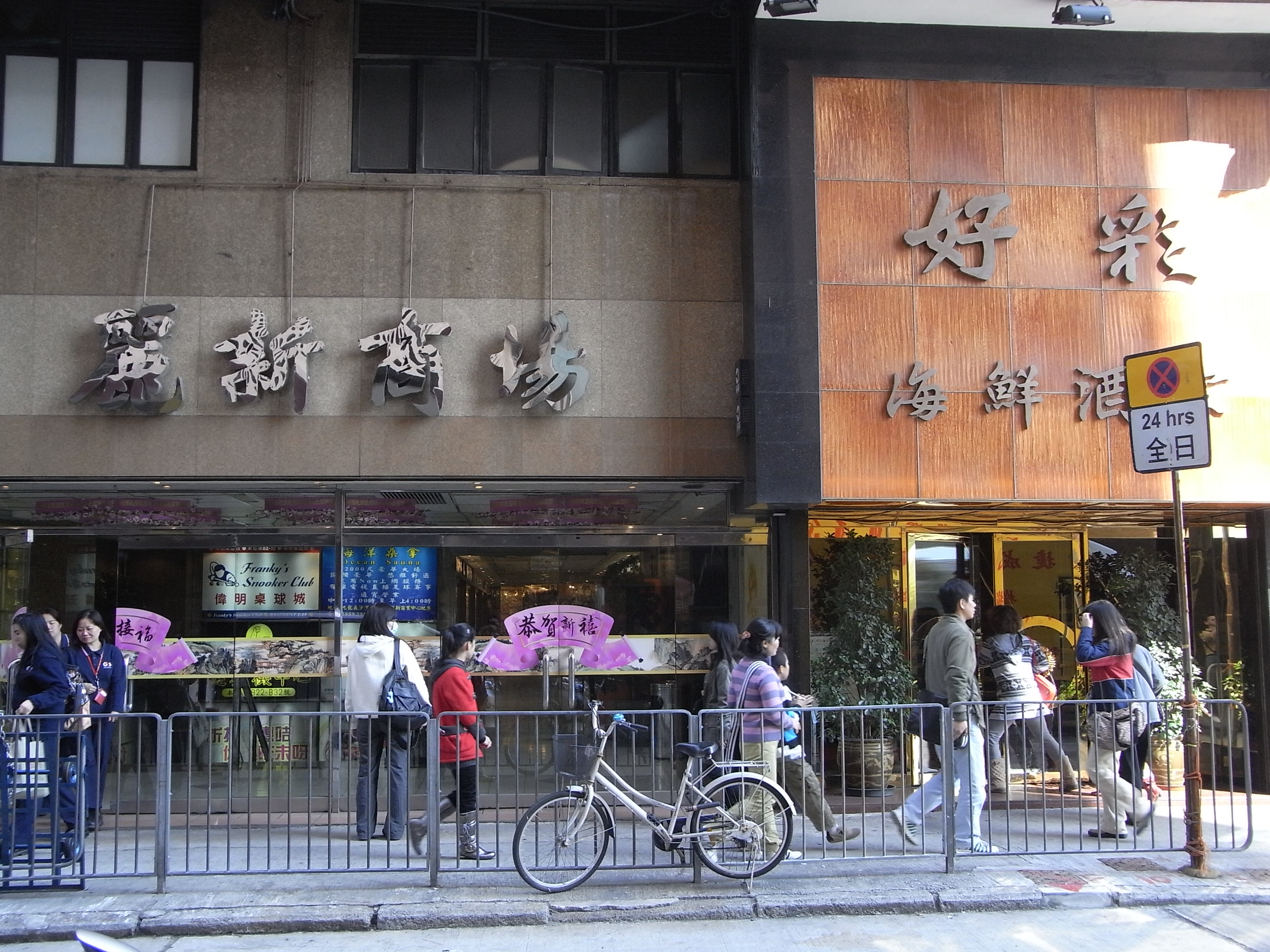
好彩海鮮酒家（長沙灣店）

好彩集團（英語：Ho Choi Group）是香港一家中式酒樓飲食集團，本集團成立於1970年代。好彩集團至今擁有多個品牌，包括好彩海鮮酒家、彩雲軒、彩晶軒、VCUISINE及名爵。

## 集團品質
- 榮獲香港旅遊發展局優質食肆認證

## 分店
詳細分店資訊﹝地址、電話、席數﹞見好彩集團網頁

### 好彩酒樓
黃大仙

### 好彩海鮮酒家
旺角、尖東、觀塘、油麻地、九龍城、荃灣、西營盤、長沙灣、粉嶺

### 彩雲軒
太古坊、將軍澳

### 彩晶軒
尖東、觀塘、黃大仙、荃灣、元朗、屯門

### VCUISINE
將軍澳

### 名爵
灣仔、尖沙咀

## 外部連結
- 好彩集團（页面存档备份，存于）